# Laophontodes armatus
Laophontodes armatus är en kräftdjursart som beskrevs av Lang. Laophontodes armatus ingår i släktet Laophontodes och familjen Ancorabolidae. Inga underarter finns listade i Catalogue of Life.